# Phantyna mandibularis
Phantyna mandibularis là một loài nhện trong họ Dictynidae.
Loài này thuộc chi Phantyna. Phantyna mandibularis được Władysław Taczanowski miêu tả năm 1874.